# Luc Alphand
Luc Alphand (nacido el 6 de agosto de 1965 en Briançon) es un exesquiador alpino y, en la actualidad, piloto de rallies francés.
Comenzó sus participaciones en la Copa del Mundo de Esquí Alpino en 1984, logrando la victoria final en 1997.
En 1997 se retiró como esquiador y comenzó su carrera como piloto de automóviles, participando en diversas pruebas de velocidad como el Campeonato GT de la FIA, la Copa Nissan Micra Stars y las Series Europeas de LeMans.
También ha participado en pruebas de resistencia, como el Rally Dakar, el cual ganó en 2006 con un Mitsubishi. Anteriormente, terminó 2.º en 2005, también con Mitsubishi, por detrás de su compañero de equipo Stéphane Peterhansel.

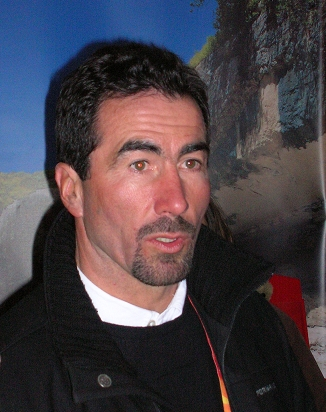

El 28 de junio de 2009, Luc sufre una aparatosa y grave caída en moto, cuando disputaba un Rally Rand'Auvergne en el centro de Francia, que hizo que se dañara la columna vertebral, concretamente en la vértebra C7, y fue operado con éxito días después. Posteriormente se le dio el alta y regresó a su domicilio para recuperarse y no pudo volver a pilotar antes de 3 meses. En 2010 anunció su retiro definitivo del automovilismo.

## Palmarés

### Esquiador
- Medalla de bronce de Descenso en los Mundiales de esquí alpino de 1996
- Campeón de la clasificación global de la Copa del Mundo en 1997
- Campeón de Descenso en la Copa del Mundo en 1995, 1996 y 1997
- Campeón de Super-Gigante en la Copa del Mundo en 1997

### Piloto
- Vencedor del Rally Patagonia-Atacama en 2006 y 2007.
- Vencedor del Rally Dakar de 2006 (2.º en 2007)

## Resultados

### Rally Dakar
| Año     | Clase | Vehículo          | Posición | Etapas |
| ------- | ----- | ----------------- | -------- | ------ |
| 1998    | Coche | Mitsubishi        | Ret.     | -      |
| 1999    | Coche | Mitsubishi        | 16.º     | -      |
| 2000    | Coche | Schlesser-Renault | Ret.     | -      |
| 2001    | Coche | Schlesser-Renault | Ret.     | -      |
| 2002    | Coche | Mitsubishi        | 7.º      | -      |
| 2003    | Coche | BMW               | 9.º      | 1      |
| 2004    | Coche | BMW               | 4.º      | 2      |
| 2005    | Coche | Mitsubishi        | 2.º      | 1      |
| 2006    | Coche | Mitsubishi        | 1.º      | 2      |
| 2007    | Coche | Mitsubishi        | 2.º      | -      |
| 2009    | Coche | Mitsubishi        | Ret.     | -      |
| Fuente: |       |                   |          |        |